# Pinsà pit-roig
El pinsà pit-roig (Carpodacus puniceus) és una espècie d'ocell de la família dels fringíl·lids (Fringillidae).

## Descripció
- Pinsà de bona grandària, amb uns 20 cm de llarg.Bec i potes marrons.
- Mascle de color marró al capell, clatell, esquena, ales, costats i cua. Carmesí al front, cella, galtes, barbeta, gola, pit i carpó.
- Femella amb tons marrons i ratlles verticals més fosques. Tons oliva a l'abdomen.

## Hàbitat i distribució
Zones de muntanya amb vegetació baixa dispersa de l'Himàlaia. En hivern es trasllada fins nivells més baixos.

## Subespècies
S'han descrit 5 subespècies.
- C. p. humii (Sharpe, 1888). Sud-est del Kazakhstan, Kirguizstan, Tajikistan, nord-est del Pakistan i nord-oest de l'Índia.
- C. p. kilianensis Vaurie, 1956. Xina occidental.
- C. p. longirostris (Przewalski, 1876). Xina central.
- C. p. puniceus (Blyth, 1845). Nord del Nepal, de Sikkim i de Bhutan, Arunachal Pradesh, sud-est del Tibet i zona lítrofa del sud-oest de la Xina.
- C. p. sikangensis Vaurie, 1956. Xina meridional.